# جیمز براردینلی
جیمز براردینلی (متولد ۲۵ سپتامبر ۱۹۶۷) نویسنده و منتقد فیلم آمریکایی است.

## زندگی خصوصی
وی در نیوجرسی آمریکا متولد شد و پس از طی کردن دوران کودکی به چری هال و پس از آن به پیسکاتاوی نقل مکان کرد. وی از دانشگاه پنسیلوانیا مدرک کارشناسی ارشد برق را اخذ نمود و برای سالیان سال در این حوزه مشغول به کار شد. وی همسرش را نیز به واسطه سایت اینترنتی خود یافته‌است.

## نویسندگی
عمده شهرت وی به خاطر حضور مستمرش در بحث نقد فیلم و ارائهٔ نقدهای حرفه‌ای پیرامون فیلم هاست. وی یکی از نویسندگان اصلی راتن تومیتوز و انجمن منتقدان آنلاین است. وی همچنین در حال نگارش کتابی فانتزی با نام آخرین زمزمه خدایان می‌باشد. وی در مصاحبه با یک وب سایت سینمایی فارسی‌زبان پیرامون علاقه اش در حوزه فیلم اظهار نمود که در زمان فیلم دیدن بیشتر به مسائل فنی آن همچون داستان و تکنیک‌های فیلمسازی توجه می‌نماید تا یک فعالیت اجتماعی صرف. وی علاوه بر آنکه برای سه روزنامه و یک ایستگاه رادیویی نقد می‌نویسد، نوشته‌های خودرا همواره به صورت آنلاین نیز منتشر می‌کند. براردینلی عمده تفاوت منتقد آنلاین با کسی که برای نشریات می‌نویسد را در حوزه ی‌های محدودیت و آزادی بیان می‌داند.